# Animals (canção de Martin Garrix)
"Animals" é a segunda canção da extended play de Martin Garrix, Gold Skies. A música foi lançada no dia 17 de junho de 2013 em formato digital no iTunes. A música está na tracklist do jogo Just Dance 2016.
Animals surgiu 17 de junho de 2013, com seu videoclipe divulgado no YouTube. No clipe um grupo de dançarinos de break estão festejando, e os mesmos atearam fogo em um carro, com máscaras de animais. Martin Garrix está disfarçado com máscara de tigre.

## Alinhamento de faixas
| Download digital |                              |         |  |
| N.º              | Título                       | Duração |  |
| 1.               | "Animals" (mistura original) | 5:04    |  |

| CD single alemão — download digital |                          |         |  |
| N.º                                 | Título                   | Duração |  |
| 1.                                  | "Animals" (radio edit)   | 2:56    |  |
| 2.                                  | "Animals" (original mix) | 5:04    |  |

| Remixes (edição digital do Reino Unido e Irlanda) |                                                               |         |  |
| N.º                                               | Título                                                        | Duração |  |
| 1.                                                | "Animals" (British radio edit)                                | 2:44    |  |
| 2.                                                | "Animals" (Grum Remix)                                        | 6:37    |  |
| 3.                                                | "Animals" (Victor Niglio and Martin Garrix Festival Trap Mix) | 3:18    |  |
| 4.                                                | "Animals" (Isaac Remix)                                       | 4:15    |  |